# Aeronca L-16
L'Aeronca L-16 fu un aereo militare leggero, monomotore, monoplano ad ala alta, sviluppato dall'azienda aeronautica statunitense Aeronca Aircraft Corporation negli anni quaranta.
Variante destinata al mercato militare dell'Aeronca Model 7 Champion, venne principalmente impiegato dall'United States Army durante la guerra di Corea come aereo da collegamento, da osservazione e da ricognizione. In seguito un buon numero di L-16 surplus vennero immessi sul mercato dell'aviazione generale.

## Storia del progetto
Dopo il successo dell'L-3 "Grasshopper", conversione militare del Super Champ da turismo che produceva dal 1938, al termine della seconda guerra mondiale l'Aeronca sviluppò un modello analogo e tecnologicamente più avanzato da proporre all'US Army.
Il nuovo modello integrava le migliorie adottate negli anni dal Model 7 Champion, essenzialmente votate ad aumentarne le prestazioni con motorizzazioni più potenti, ma caratterizzata principalmente dalla cabina di pilotaggio biposto a posti affiancati invece di quella con postazioni in tandem dei precedenti modelli. Adottato con la designazione L-16, trovò impiego anche come aereo da addestramento nella formazione di nuovi piloti da assegnare ai reparti dell'esercito.

## Tecnica
L'L-16 riproponeva sostanzialmente l'impostazione del precedente L-3, velivolo di aspetto convenzionale, monomotore, monoplano ad ala alta, realizzato in tecnica mista con struttura in tubi saldati e rivestimento in tela.
La fusoliera integrava la cabina di pilotaggio a due posti affiancati caratterizzata dall'ampia finestratura. Posteriormente terminava in un impennaggio classico monoderiva.
La velatura era del tipo monoplana, con ala montata alta sulla fusoliera irrobustita da una coppia di aste di controvento tubolari a V per lato.
Il carrello d'atterraggio era un classico triciclo posteriore fisso, dotato anteriormente di ammortizzatori oleopneumatici e integrato posteriormente da un ruotino d'appoggio posizionato sotto la coda.
La propulsione era affidata ad un compatto motore 4 cilindri contrapposti raffreddato ad aria abbinato ad un'elica bipala in legno a passo fisso, collocato sull'estremità anteriore della fusoliera e racchiuso da un cofano metallico. A seconda della versione, il propulsore adottato fu o il Continental O-190-1 (C-85) in grado di erogare una potenza pari a 85 hp (63 kW) o un Continental O-205 da 90 hp (67 kW).

## Versioni
L-16A (7BCM Champion)
prima versione avviata alla serie, realizzata in 509 esemplari, 376 dei quali destinati all'Air National Guard, equipaggiata con motore Continental O-190-1 (C-85) da 85 hp (63 kW) e utilizzata in Corea nel 1950.
L-16B (7CCM Champion)
versione militare del Model 7AC utilizzata come aereo da addestramento dall'United States Army, equipaggiata con un motore Continental O-205-1 da 90 hp (67 kW) e realizzata in 100 esemplari.

## Utilizzatori
Giappone
- Rikujō Jieitai

 Stati Uniti
- Civil Air Patrol
- United States Army
- National Guard of the United States